# 斉藤洋四朗
斉藤洋四朗は、日本の映画プロデューサー。芸能事務所ベストワンプロの代表取締役

## 概要
芸能事務所beingから派生する形でベストワンプロを設立。事務所には、西田エリなど音楽活動を主とするアーティストが多数在籍。過去にはMister Landscapes International 2019にてグランプリを獲得したモデル、上村勇太も在籍。
音楽作品や映画などの制作に関わる傍ら、アーティストの育成などにも取り組む。